# سیارک ۱۵۵۸۲
سیارک ۱۵۵۸۲ (به انگلیسی: 15582 Russellburrows، نامگذاری:2000GZ73) پانزده هزار و پانصد و هشتاد و دومین سیارک کشف شده‌است که در ۵ آوریل ۲۰۰۰ کشف شد.
قدر مطلق سیارک برابر ۱۹.۵ است.